# Egoli Air
Egoli Air — південноафриканська авіакомпанія зі штаб-квартирою в Йоганнесбурзі (ПАР), що здійснює чартерні пасажирські та вантажні перевезення всередині країни та за її межами.
Портом приписки авіакомпанії і її головним транзитним вузлом (хабом) є Міжнародний аеропорт імені О. Р. Тамбо в Йоганнесбурзі.

## Історія
Авіакомпанія Million Air Charter була утворена на початку 1996 року й почала операційну діяльність у червні того ж року. У березні 2004 року компанія не змогла знайти кошти на погашення боргів, через що ліквідована по банкрутству. Наступного року авіакомпанія відновила свою діяльність під новою назвою Egoli Air.
Авіаперевізник перебуває у приватній власності бізнесменів Дж. Кларка та Сі. Талеві.

## Флот
Станом на березень 2007 року повітряний флот авіакомпанії Egoli Air становили такі літаки:
- 2 Антонов Ан-32
- 2 Антонов Ан-32B